# Cung điện bốn ngọn gió
Cung điện bốn ngọn gió (tiếng Ba Lan: Pałac Pod Czterema Wiatrami), còn được gọi là Cung điện Tepper, là một cung điện theo kiến trúc rococo ở Warsaw nằm ở ulica Długa (Phố Long) 38/40.

## Lịch sử

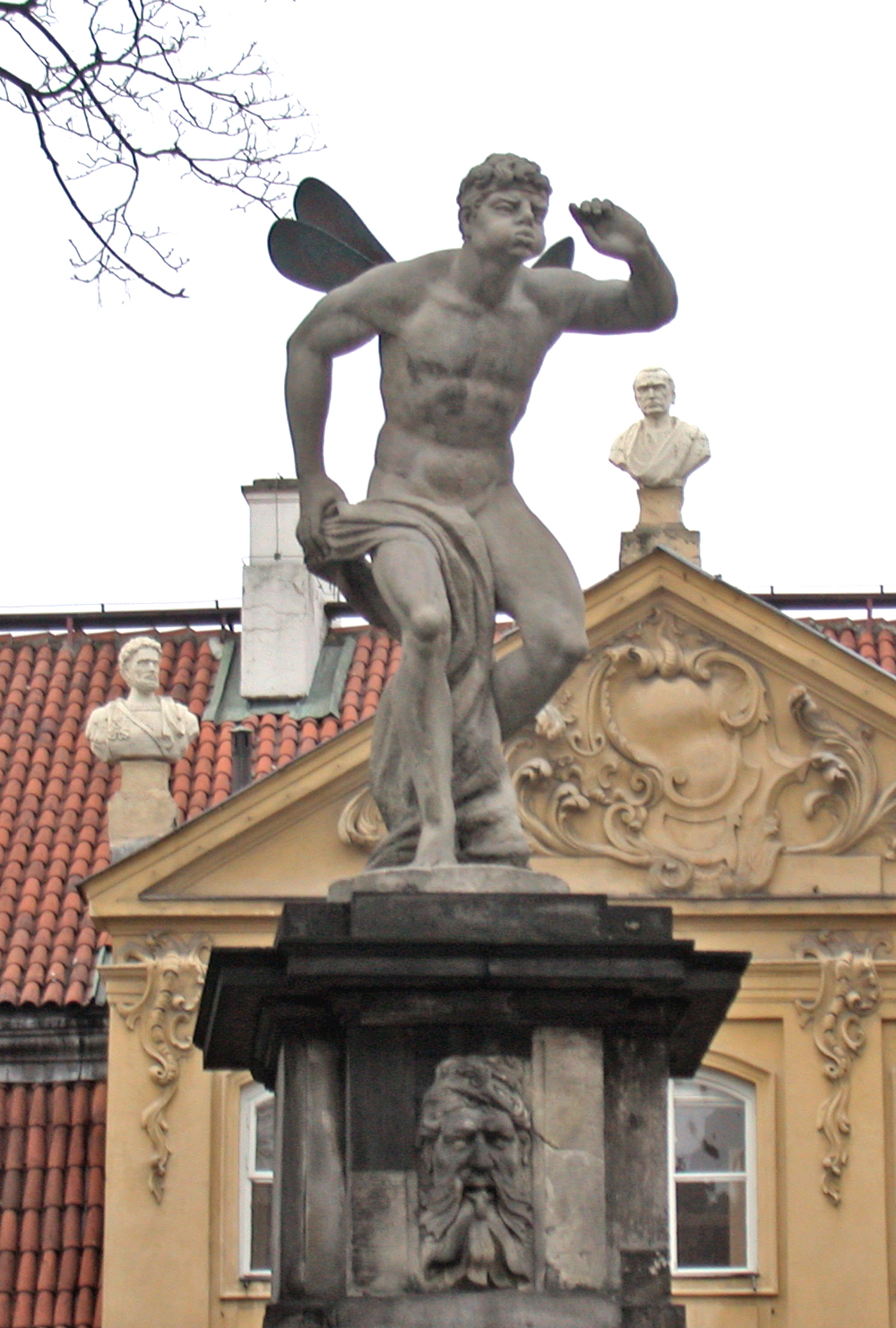
Boreas

Cung điện được xây dựng vào khoảng năm 1680, có lẽ là do thiết kế của Tylman van Gameren, dành cho quan chức cao cấp và thư ký hoàng gia Stanisław Kleinpolt. Cung điện này sau đó được bán vào năm 1685 cho Jan Dobrogost Krasniński, vào năm 1698 qua tay của Andrzej Chryzostom Załuski, và vào đầu thế kỷ 18 thuộc Giám mục Płock, Andrzej Stanisław Kostka Załuski.
Từ những năm 1730, chủ sở hữu là Franciszek Maksymilian Ossoliński, và sau đó là Michał Kazimierz ("Rybeńko") Radziwiłł, người đã tái thiết cung điện theo phong cách rococo, có lẽ là một thiết kế của Johann Sigmund Deybel. Các tác phẩm điêu khắc tuyệt vời là Bốn ngọn gió (Notus, Boreas, Zephyrus và Eurus) nằm trên đỉnh các hàng rào có từ thời kỳ đó. Nghệ sĩ đến nay vẫn chưa được biết, nhưng có lẽ cũng tham gia trang trí Vườn Saxon.
Năm 1769-71, cung điện được xây dựng lại bởi Szymon Bogumił Zug dành cho Piotr Tepper. Cánh phải được mở rộng, và một phụ lục mới được dựng lên liền kề với ulica Długa, với mặt đứng phía trước theo lối cổ điển.
Năm 1801, cung điện được mua đấu giá bởi Karol Fryderyk Dückert. Cho đến năm 1891, nó thuộc về những người thừa kế của ông. Vào năm 1808-19, nó phục vụ như một khách sạn trang nhã, khách sạn Hôtel deoupde (khách sạn Dresden). Sau Thế chiến I, cung điện sụp đổ, trở thành một ngôi nhà chung cư.
Năm 1927, nó được Bộ Tài chính Ba Lan mua lại, khôi phục và trở thành trụ sở của Bộ Lao động và Phúc lợi Xã hội. Năm 1944, cung điện đã bị quân đội Đức cố tình đốt cháy sau khi họ đàn áp cuộc nổi dậy Warsaw.